# Timote Polovili
Timote Polovili – tongański piłkarz i trener piłkarski.

## Kariera piłkarska

### Kariera klubowa
Występował w tongańskich klubach.

### Kariera reprezentacyjna
W 2002 bronił barw narodowej reprezentacji Tonga w kwalifikacjach Pucharu Narodów Oceanii w piłce nożnej.

## Kariera trenerska
W 2012 prowadził Lotohaʻapai United. Potem pomagał trenować juniorską reprezentację Tonga.